# À l'ombre des mots
Albums de Le Trio Joubran
Majâz
(2007) AsFâr
(2011)
À l'ombre des mots est le troisième album du groupe Le Trio Joubran sorti le 5 novembre 2009 sur le label World Village, chez Harmonia Mundi. Il s'agit d'un hommage au poète palestinien Mahmoud Darwish dont les poèmes sont repris.

## Titres de l'album
1. Laytaka
2. Le Lanceur de dés — Première partie
3. Masar
4. Le Lanceur de dés — Deuxième partie
5. L'Art d'aimer - Shajan
6. Le Lanceur de dés — Troisième partie
7. Majâz
8. Le Lanceur de dés — Quatrième partie
9. Sur cette terre - Faraadees
10. Le Lanceur de dés — Cinquième partie
11. Saraab
12. Une rime pour les mu'allaqât
13. La Murale - Safar

## Musiciens
- Samir Joubran, oud
- Wissam Joubran, oud
- Adnan Joubran, oud
- Youssef Hbeisch, percussions